# Valerian Mouraviev
Pour les articles homonymes, voir Mouraviov.
Valerian Nikolaevitch Mouraviev, ou Mouraviov (en russe : Валериан Николаевич Муравьëв), né le 28 février 1885 à Saint-Pétersbourg (Empire russe) et mort entre 1930 et 1932 (date et lieu de décès indéterminés) est un philosophe, poète et diplomate russe. Il est considéré comme l'un des principaux représentants du mouvement « cosmiste », avec Nikolaï Fiodorov et Constantin Tsiolkovski.

## Parcours intellectuel
Valerian Mouraviev est né en 1885 à Saint-Pétersbourg dans une famille issue d'une longue lignée de hauts fonctionnaires de l'Empire russe. Il reçoit une éducation de qualité dans diverses écoles d'Europe de l'ouest.
Attaché militaire à l'ambassade de Russie à Paris (il démissionnera de ses fonctions à la demande de son ambassadeur, le prince Ourousov, après sa prise de position dans l'affaire Dreyfus), il accompagne Papus en Russie pour un séjour de trois semaines en décembre 1899, puis de nouveau en février 1901. Il est initié par lui au martinisme.
Après la révolution russe d'octobre 1917, Mouraviev se met au service du gouvernement soviétique, malgré son orientation monarchiste initiale, et est bien accepté dans un premier temps. Son niveau d'éducation, sa très bonne pratique des langues étrangères et sa proximité avec Léon Trotski facilitent son intégration. À l'instar de beaucoup de jeunes intellectuels de la haute noblesse russe, il abandonne alors rapidement ses préjugés anti-bolcheviques pour devenir un partisan enthousiaste du nouveau régime. Il reste néanmoins peu informé de la réalité du bolchevisme jusqu'à son arrestation en 1929 en tant qu' « ennemi du peuple ».
Bien qu'ayant beaucoup écrit, Mouraviev publia peu de son vivant, ayant fait paraître néanmoins : 
- un essai sur la spiritualité russe et l'histoire intellectuelle du pays : Le rugissement de la tribu (Рев племени)
- quelques articles pour l'importante collection d'essais dissidents sur la révolution bolchevique : "De profundis" (Из глубины)
- un essai sur les Mathématiques productives universelles (Всеобщая производительная математика) dans un recueil de 1934 consacré à Nikolaï Fiodorov : La tâche universelle – Volume 2 (Общая задача)[1].

Tout en travaillant sur des projets pour diverses institutions gouvernementales soviétiques, il écrit et publie également à ses frais un petit livre intitulé La maîtrise du temps (овладение временем), considéré comme son chef-d'œuvre, dans lequel, sans mentionner le nom de Nikolaï Fiodorov, il propose comme lui la réalisation d'une « œuvre commune » dont les trois principaux volets sont la restructuration physique de l'être humain, la réunification spirituelle de l’humanité et la victoire sur la mort – rendus possibles grâce au contrôle du temps. La maîtrise du temps occupe dans la philosophie de Mouraviev un rôle équivalent à celui de la « régulation de la nature » dans la pensée de Fiodorov.
Mouraviev décède probablement en 1931 ou en 1932 du typhus dans une station météorologique du Grand Nord russe où il a été envoyé, après son arrestation, pour y travailler en tant que détenu.

## Philosophie
C'est à partir de 1918 que Valerian Mouraviev, jusque-là très attaché à la tradition monarchique, se convertit au bolchevisme. Il tentera alors de développer une doctrine philosophique conciliant l'idéologie marxiste avec un nouveau courant de pensée, spécifiquement russe, inauguré par Nikolaï Fiodorov : le cosmisme.

### La nature mathématique du monde
Dans son essai sur les Mathématiques productives universelles, publié après sa mort en 1934, Mouraviev défend une conception métaphysique du monde et de la vie fondée sur les nombres, suivant en cela la tradition pythagoricienne. Pour lui, tout est nombre, et même les êtres humains sont fondamentalement des ensembles de nombres – certes extrêmement complexes – que l'on peut théoriquement reproduire et traduire en formules mathématiques. Comme tout ce qui existe dans l'univers, nous sommes donc des systèmes décomposables à l'infini et les nombreuses choses qui nous constituent peuvent être réorganisées sans limitation théorique.
La métaphysique de Mouraviev a par ailleurs un caractère holiste très marqué. En tant qu'individus, nous n'existons que par rapport aux autres, comme parties d'un plus grand collectif (l'individu étant aussi un collectif). Et ce collectif n'existe lui-même qu'en tant que membre d'un ensemble encore plus grand, et ainsi de suite, de sorte que chaque individu est connecté à tous les autres, ainsi qu'à tout ce qui a existé et existera. Chaque individu fait de cette manière partie de la totalité du cosmos et est associé à chaque entité du monde passé, présent et futur.

### La maîtrise du temps
Dans son introduction à La maîtrise du temps, Mouraviev affirme son souhait d'explorer la question du temps non pas de façon théorique, comme est parvenu à le faire Albert Einstein, mais concrètement, en intégrant l'histoire de l'homme et des sociétés, et en s'appuyant sur l'expérience particulière de la révolution russe. Pour autant, les théories d'Einstein ne sont pas écartées et constituent même la base théorique de la nouvelle sociologie que Mouraviev veut inaugurer. C'est dans le cadre de ce projet qu'il reprend et interprète la théorie de la relativité, qui implique d'après lui l'existence d'une pluralité de temps (le « temps multiple ») dépendant chacun de l'action de l'homme. En outre, il voit dans les expériences récentes de régénération biologique, notamment par transfusion sanguine (explorées à l'époque par Alexandre Bogdanov), la confirmation du caractère réversible du temps au niveau des organismes vivants. Mais pour Mouraviev, cette inversion du temps ne viendra pas d'un inventeur isolé dans une machine à remonter le temps, comme dans l'histoire de H. G. Wells ; elle sera le résultat d'un travail scientifique et technologique collectif réalisé à l'échelle de l'humanité entière.
Chez Mouraviev, la maîtrise du temps ne consiste pas à en « renverser » le cours ou à en « ralentir » le rythme, mais à réorganiser l'ordre des choses par recombinaison des particules élémentaires, notamment après leur dispersion dans la nature. Il s'agit d'une opération comparable au procédé chimique qui, en laboratoire, consiste à combiner, séparer et recombiner les atomes d'hydrogène et d'oxygène pour former ou dissocier de l'eau. Pour Mouraviev, ce procédé revient à réaliser une version limitée mais authentique d'inversion temporelle, assimilable à une « résurrection ». La tâche ultime de l'humanité consiste alors à développer et à étendre cette méthode jusqu'à permettre la résurrection et le rajeunissement de l’être humain lui-même.
Mouraviev développe par ailleurs une conception relativiste et « présentiste » du temps où le passé correspond à ce que nous pensons avoir été, et le futur à ce que nous pensons devoir être. En ce sens, le passé recouvre ce que nous considérons être des faits, tandis que le futur inclut nos anticipations, nos projets, dont les buts ou les fins existent présentement dans notre esprit sous la forme de pensées. Pour Mouraviev, il tient essentiellement à nous de rendre factuel, par nos efforts, ce qui n'existe encore que virtuellement, en permettant ainsi le passage de l'état virtuel ou imaginaire, celui du futur, à l'état factuel, celui du passé. Chaque individu conscient se trouve au point d'intersection des deux domaines que constituent le monde réalisé des faits (le passé) et le monde à réaliser des projets (le futur). La possibilité qu'a l'homme de choisir ce qui passera ou non du monde des projets au monde des faits et du donné représente une forme naturelle de maîtrise du temps mise en avant par Mouraviev.

### Le gouvernement «cosmocratique»
Comme Nikolaï Fiodorov dont il semble s'inspirer, Mouraviev appartient à la longue tradition intellectuelle russe qui place les intérêts du collectif au-dessus des intérêts de l'individu, ou qui estime que l'intérêt individuel ne peut être satisfait que par l'action du collectif. Les objectifs particuliers, ainsi que l'initiative individuelle, l'originalité et le particularisme, sont condamnés au profit de l'intérêt général et du travail collaboratif. Sur le plan politique, Mouraviev défend le principe d'un gouvernement à la fois démocratique, reposant sur le consensus, et totalitaire, excluant tout dissensus. Ce qu'il appelle le « gouvernement cosmocratique » correspond justement à ce régime « idéal » à venir dont la tâche sera de modeler les êtres humains psychologiquement et socialement – à l'instar de la science qui les façonnera génétiquement.
La « cosmocratie » doit permettre la formation d'une unique civilisation mondiale, entièrement humaine (Mouraviev exclut l'idée d'une civilisation non humaine) dans laquelle les individus ne seront plus libres de poursuivre leurs buts égoïstes, mais participeront tous d'une même « œuvre commune ». Mouraviev, comme d'autres penseurs russes aux aspirations totalitaires, considère que la meilleure société est celle qui est la mieux organisée, celle qui présente le moins de possibilités de découverte accidentelle ou de développement spontané.

## Source principale
- (en) George M. Young, The Russian Cosmists – The Esoteric Futurism of Nikolai Fedorov and His Followers, Oxford/New York, Oxford University Press, 2012.